# Никольская улица (Москва)
Нико́льская у́лица (в 1935—1990 годах — у́лица 25-го Октября́) — улица в Тверском районе Центрального административного округа города Москвы, одна из главных улиц Китай-города. Проходит от Красной площади до Лубянской площади. Нумерация домов ведётся от Красной площади.
Никольская — одна из старейших улиц Москвы. Здесь находились Печатный двор, Николо-Греческий монастырь (Никола Старый), Славяно-греко-латинская академия, Военная коллегия Верховного суда СССР.

## Происхождение названия
Название Никольская происходит от монастыря Николы Старого, поставленного на Владимирской дороге, — на том её участке, где ныне расположена сама улица. До постройки стены Китай-города в 1534—1538 годах улица называвшаяся Сретенской, составляла одно целое с нынешними улицами Лубянка и Сретенка (трасса древней Владимирской дороги). Название Никольская, впервые упомянутое в 1547 году, относилось к её части в пределах Китай-города.
В 1935—1990 годах улица называлась улицей 25 Октября — в память о том, что именно с этой улицы красногвардейцы во время Октябрьских боёв обстреляли Кремль и через выбитые снарядами Никольские ворота ворвались в него.

## Границы
До конца XV века, то есть до создания Красной площади, улица вела непосредственно к Никольским воротам Кремля; затем она стала вливаться в Красную площадь. С противоположного, северо-восточного, конца границу улицы с 1530-х годов образовала стена Китай-города с Никольскими воротами, затем получившими название Владимирских (по построенному в 1694 году храму иконы Владимирской Божьей матери). В 1708 году, когда Москву готовили к отражению нашествия Карла XII, ворота были заделаны, и перед ними построены бастионы; выезд из Китай-города стал производиться по Проломным воротам, пробитым в стене у Малого Черкасского переулка.

## История
В 1292 году на Владимирской дороге был основан Богоявленский монастырь, о котором до сих пор напоминает название Богоявленского переулка и бывший собор монастыря в этом переулке, у выхода из станции метро «Площадь Революции» (1696 год). В 1390 году рядом с Богоявленским монастырем был основан монастырь Николы Старого. По-видимому, первоначально он выходил на Ветошный переулок; в 1836 году И. М. Снегирев, осматривая Казанское подворье, нашёл следы этого монастыря (здание XV—XVI века в два этажа, с кельями, темницы для монахов в подклете другого здания и следы церкви). Землю напротив монастыря Иван Грозный отдал греческим монахам под подворье Афонского Введенского монастыря, а в 1653 году Алексей Михайлович, в благодарность за привезенный в Москву список с иконы Иверской Божьей Матери, передал Никольский монастырь греческому Афонскому Иверскому монастырю (Никольский монастырь располагался на месте нынешнего владения № 11). Земля же и здания по Ветошному переулку отошли к Казанскому подворью.
В 1563—1564 годах рядом с Никольским монастырем был построен Печатный двор, где Иван Фёдоров в 1564 году отпечатал знаменитый «Апостол». В 1645—1646 годах Т. Шарутин и И. Неверов построили каменное здание Печатного двора с башней, на месте которого в 1814 году (после разборки обветшавших зданий) А. Н. Бакаревым и И. Л. Мироновским было возведено современное, в готическом стиле. Вплоть до 1918 года в нём помещалась Синодальная типография, в советские времена — Историко-архивный институт. От построек XVII века сохранилась только каменная двухэтажная Правильная (корректорская) палата во дворе (1679).
В 1660 году рядом с Никольским монастырем (владения № 7—9) был построен Спасский монастырь, известный как Заиконоспасский (так как находился за иконными рядами). В 1665 году в нём была устроена школа, которую возглавлял Симеон Полоцкий и в которой учился, в частности, Сильвестр Медведев. В 1680 году была открыта также школа при Печатном дворе, а в 1687 году они были объединены в Славяно-греко-латинскую академию в Заиконоспасском монастыре; от зданий академии сохранился Братский корпус (общежитие).
В начале улицы, на Пожаре (Красной площади) располагались Верхние торговые ряды, на месте которых в конце XIX века было построено современное здание, первоначально с тем же названием (ныне ГУМ). На Никольскую выходили Седельный, Котельный, Железный верхний, Коробейный и Серебряный ряды. Кроме того, на улице у Богоявленского переулка был Иконный ряд — центр иконной торговли в Москве.
На противоположной от торговых рядов стороне улицы, у Воскресенских ворот Китай-города, в XVII веке находился Земский приказ; рядом князем Д. М. Пожарским в память об освобождении Москвы от поляков был построен Казанский собор (при взятии Китай-города, поляков гнали в Кремль по Никольской улице). Собор был снесён в 1930-х годах, восстановлен в 1990-х.
В XVII веке улица была застроена дворами знатнейших бояр и, одна из немногих в Москве, замощена досками, набитыми поверх брёвен обычной мостовой.
Названия Большого и Малого Черкасского переулков напоминают о дворе князей Черкасских (№ 10 по улице), бывшем самым крупным владением на улице в петровскую эпоху. В 1747 году двор перешёл в Шереметьевым, родовой дом которых находился рядом с Печатным двором. В 1808 году дом Шереметьевых перешел к книгопродавцу Глазунову, который открыл там крупнейший в Москве книжный магазин с библиотекой.
В начале XIX века Никольская была центром московской книготорговли: на ней и прилегающей Новой площади было 26 книжных лавок из 31 существовавших в Москве; многочисленные лавки букинистов существовали там (у Третьяковского проезда и Китайгородской стены) ещё в начале XX века. В конце улицы находился дом Академии наук с академическим книжным магазином. Начало улицы преобразилось в 1890-е годах с постройкой двух крупных торговых центров: Верхних торговых рядов (нынешний ГУМ, 1893), а напротив них — Никольских рядов (1900)
Во второй половине XIX века Никольская, как и другие улицы Китай-города, являлась деловым центром Москвы; на ней находились конторы крупнейших российских предпринимателей, а также престижная гостиница с рестораном «Славянский базар» (с 1872, дом № 17; перестроенный дом Шереметьевых 1781 года постройки). При этом Шереметьевы продолжали владеть домом № 10, где в 1860-х годах построили нынешнее здание для сдачи помещений внаём с коммерческими целями — «Шереметьевское подворье» (видимо, сделав это по примеру купцов братьев Чижовых, построивших рядом в 1852 году Чижовское подворье). Бывшие же шереметьевские владения за «Славянским базаром» перешли к Сергею Третьякову, брату П. М. Третьякова и одному из основателей Третьяковской галереи; в 1871 году на этом месте был проложен проезд, названный «Третьяковским», причём в стене Китай-города были устроены сохранившиеся поныне Третьяковские ворота.
На месте бывшего дома Академии наук (№ 21) в 1896 году была выстроена роскошная аптека Карла Феррейна (в советские времена — Аптека № 1, впоследствии — вновь «аптека Феррейн»; архитектор А. Э. Эрихсон).
Следующий дом, у бывших Владимирских ворот (№ 23), в советские времена занимала Военная коллегия Верховного суда СССР. В 1926—1948 годах её бессменным руководителем был армвоенюрист (затем генерал-полковник юстиции) В. В. Ульрих.
В 2007 году в подвале Чижовского подворья (дом № 8; в некоторых сообщениях его неправильно называют «Шереметьевским») были найдены 81 человеческий скелет и пистолет «Браунинг» образца 1903 года. Предполагается, что это — жертвы репрессий в эпоху Сталина или Гражданской войны; также были выдвинуты предположения, что скелеты относятся к погосту Успенского храма на Чижевском подворье, вокруг которого находилось кладбище до постройки Чижовского подворья (до 1848 года), и не связаны с пистолетом.
В августе 2013 года после проведённой реконструкции улица стала пешеходной.
В 2018 году во время Чемпионата мира по футболу в России Никольская улица стала местом притяжения для болельщиков со всего мира и главной улицей ЧМ-2018.

## Примечательные здания и сооружения

### По нечётной стороне
- № 3 — Казанский собор (1993, архитекторы О. И. Журин, Г. Я. Мокеев[4]), воссозданный собор постройки 1636 года, снесённый в 1936 году.
- № 5/1, стр. 1 — Красный монетный двор и дом губернского правления (1680, фасад; 1740, архитектор П. И. Гейден), объект культурного наследия федерального значения[4].
- № 5/1, стр. 3 — Никольские (Иверские) торговые ряды (1899−1900, архитекторы Л. Н. Кекушев, С. С. Шуцман, стиль модерн[5]), объект культурного наследия федерального значения[4][6].
- № 7−9 — Заиконоспасский монастырь:
  - № 7−9, стр. 1, 2, 5 — палаты (XVII в.), Школа Славяно-Греко-Латинской Академии (1822) — объекты культурного наследия федерального значения[7][8];
  - № 7−9, стр. 3 — собор Заиконоспасского монастыря. «Нижняя церковь», 1660−1661 гг., «Верхняя церковь», перестроена в 1715 г. архитектором И. П. Зарудным; восстановлена в 1742 году архитектором И. Ф. Мичуриным; объект культурного наследия федерального значения[4];
  - № 7−9, стр. 4 (фасадом на улицу, левая часть, также дом 7) — торговые ряды Заиконоспасского монастыря (1895−1897 гг., архитектор М. Т. Преображенский, строительство осуществлял С. У. Соловьёв)[9][10];
  - № 7−9, стр. 4 (фасадом на улицу, правая часть, также дом 9) — доходный дом Заиконоспасского монастыря (1900, архитектор З. И. Иванов)[9][10];
  - № 7−9, стр. 6  — колокольня; отсюда с 1934 по 1941 велись первые в Москве телепередачи.
- № 11−13 — комплекс строений Никольского («Николы Старого») греческого монастыря (кон. XVII в. — нач. XX в.):
  - № 11−13, стр. 2 — торговый корпус (1895, архитектор К. Ф. Буссе), объект культурного наследия регионального значения[4];
  - № 11−13, стр. 3 — кельи Никольского монастыря (кон. XVII в. — нач. XVIII в.; 1895, архитектор К. Ф. Буссе), объект культурного наследия регионального значения[4];
  - № 11−13, стр. 4 — монастырские склады (1895, архитектор К. Ф. Буссе), объект культурного наследия регионального значения[4];
  - № 11−13, стр. 5 — торговый корпус Никольского монастыря (1893, архитектор К. Ф. Буссе), объект культурного наследия регионального значения[4].
  - № 13 — торговый дом с колокольней Николо-Греческого монастыря (1901, архитектор Г. А. Кайзер)

- № 15 — Московский печатный двор (корпус со стороны улицы: 1811−1815, архитекторы А. Н. Бакарев, И. Л. Мироновский; боковые корпуса: сер. XVIII в., архитекторы Д. В. Ухтомский, И. Ф. Мичурин, надстроены в 1890 году С. С. Слуцким; Правильная и Книгохранильная палаты: 1679, архитекторы С. Дмитриев, И. Артемьев, реставрированы в 1872−1875 годах Н. А. Артлебеном)[9].
- № 17, стр. 1, 2 — гостиница с рестораном «Славянский базар» (1780, арх. В. П. Яковлев; перв. половина XIX в.; 1870, арх. Р. А. Гёдике; 1871−1875, арх. А. Е. Вебер). В основе существующего здания — один из корпусов Синодальной типографии конца XVIII века. В 1875 году архитекторы А. Л. Гун и П. Е. Кудрявцев оформили в здании зал для концертов «Русская палата» (другое название «Беседа»)[9]. Здание ресторана сгорело в 1993 году, в помещениях бывшей гостиницы размещается Камерный музыкальный театр имени Б. А. Покровского[6].
- № 19−21/1, стр. 2 — Третьяковский проезд (1870—1871, архитектор А. С. Каминский). Построен по заказу братьев Павла и Сергея Третьяковых специально для прокладки проезда. На улицу Третьяковский проезд выходит эклектичным зданием с проездной аркой[6][9].
- № 19−21, стр. 3  ЦГФО — дом причта с магазином храма Св. Троицы, что в Старых полях (кон. XVIII в.; 1816−1823; 1870; 1894, архитектор А. Э. Эрихсон)[4].

- № 21 — Доходный дом и аптека магистра фармации В. К. Феррейна (1884−1899, архитектор А. Э. Эрихсон); фасад здания выполнен в стиле необарокко, а обращённая во двор часть — в неоготическом стиле[11].
- № 23 — Здание московской ремесленной управы (в основе — палаты И. И. Хованского 2-й половины XVII в., дом Н. П. Шереметева 1790-х гг.), 1866 г., арх. Шейасов, Перестроено в 1895 году по проекту архитектора В. Г. Сретенского. Здесь жил литератор и философ Н. В. Станкевич (1835 г.). В 1935−1950 гг. здесь размещалась Военная коллегия Верховного Суда СССР — один из основных центров сталинских массовых политических репрессий.
- № 25 — Торговый центр «Наутилус» (архитектор А. Р. Воронцов[4]). Здание торгового центра называют среди образцов так называемого «лужковского стиля» в архитектуре Москвы[12].

### По чётной стороне
- № 4/5,  ЦГФО — Шевалдышевское подворье — Большая городская гостиница (2-я половина XVIII века; 1873, архитектор Н. И. Финисов; 1880, архитектор Д. Н. Чичагов; 1910, архитектор И. П. Злобин)[4][9];  внесено в Красную книгу Архнадзора (электронный каталог объектов недвижимого культурного наследия Москвы, находящихся под угрозой), номинация — реконструкция.[13]
- № 6,  ЦГФО — Торговый дом братьев Алексеевых (Прохоровской Трёхгорной мануфактуры — Богоявленского монастыря) (1910, архитектор Н. Н. Благовещенский)[4][9].
- № 6/2, стр. 1 — доходный дом Богоявленского монастыря (1905, построен на месте снесённого храма XVII века). В настоящее время находится в ведомстве ФСО.
- № 8/1 — комплекс строений Чижевского подворья, внесено в Красную книгу Архнадзора (электронный каталог объектов недвижимого культурного наследия Москвы, находящихся под угрозой), номинация — реконструкция[14]:
  - стр. 1А,  ЦГФО — доходный дом Чижевского подворья (в основе — усадьба Салтыковых) (1760-е; 1849; 1860-е; 1947 — устройство в первом этаже прохода к вестибюлю станции метро «Площадь Революции»; начало XX века)[4];
  - стр. 1Б,  ЦГФО — доходный дом Чижевского подворья (1849; конец XIX века)[4];
  - стр. 3В, 3Г, 3Д,  ЦГФО — доходный дом Чижевского подворья (1870; 1881, архитектор А. В. Петров, Д. А. Гущин, В. А. Гамбурцев; начало XX века)[4];
  - стр. 4 — доходный дом Чижевского подворья (XIX век; 1898, архитектор Н. А. Тютюнов[4]); внесено в Красную книгу Архнадзора (электронный каталог объектов недвижимого культурного наследия Москвы, находящихся под угрозой), номинация - реконструкция
  - Храм Успения Пресвятой Богородицы на Чижевском подворье (№ 8/1, стр. 5) стр. 5,  памятник архитектуры (федеральный) — храм Успения Пресвятой Богородицы на Чижевском подворье (1691)[4]. Переход (во дворе) построен в 1902 году по проекту архитектора Б. Н. Шнауберта. Первоначально церковь выходила на Никольскую улицу, но после постройки комплекса зданий Чижевского подворья оказалась от неё отделённой[9].
- № 10/2 — комплекс строений Шереметьевского подворья:
  - стр. 1 — торговое здание с гостиницей (1862, архитектор А. С. Никитин). Здание по своим архитектурным формам близко позднему классицизму. В типовых торговых ячейках первого этажа размещались различные лавки, в верхних этажах — гостиница[6][9];
  - стр. 2А, 2Б,  ЦГФО — торговый корпус (1890−1900-е; 1906−1907, архитектор А. Ф. Мейснер; 1912)[4][6];
  - стр. 3А,  ЦГФО — торговое здание с гостиницей (1902; 1906−1907, архитектор А. Ф. Мейснер; 1912)[4].
- № 12/2/1,  ЦГФО — доходный дом Орлова-Давыдова с магазинами (1870, архитектор Р. А. Гедике; 1880-е, архитектор В. В. Барков; 1910; 1935, архитекторы Д. Ф. Фридман, И. И. Ловейко)[4][6].